# Waalse verkiezingen 2004/Kandidatenlijsten/CDH
Dit zijn de kandidatenlijsten van het cdH voor de Waalse verkiezingen van 2004. De verkozenen staan vetgedrukt.

## Aarlen-Marche-en-Famenne-Bastenaken

### Effectieven
1. André Bouchat
2. Anne-Catherine Goffinet
3. Elie Deblire

### Opvolgers
1. Benoît Lutgen
2. Anne-Marie Biren-Klein
3. Véronique Stassin-Balthazard
4. Jean-Paul Dondelinger

## Bergen

### Effectieven
1. Carlo Di Antonio
2. Magalie Vilain
3. Guillaume Hambye
4. Frédérique De Lens-Joly
5. Henri Cammarata
6. Catherine Fonck

### Opvolgers
1. Corinne Ranocha
2. Philippe Debaisieux
3. Cindy Bériot
4. Pascal Cardinal
5. Claudine Coolsaet
6. Christophe Taquin

## Charleroi

### Effectieven
1. Anne-Marie Corbisier-Hagon
2. Philippe Charlier
3. Annie Cotton
4. Jean-Jacques Hercot
5. Nese Açikgöz
6. Philippe Wautelet
7. Simone Felix-De Gendt
8. Jean-Jacques Lalieux
9. Emmanuel Corriat

### Opvolgers
1. Philippe Charlier
2. Véronique Salvi
3. Jean-Pierre Robbeets
4. Marie-Chantal Nicaise
5. Philippe Dehavay
6. Lisiane Thonon-Lalieux
7. Monique Stilmant
8. Johanna Degroote
9. Jean-Jacques Viseur

## Dinant-Philippeville

### Effectieven
1. Michel Lebrun
2. Christine de Pret-du Bois d'Aische
3. Pierre Massart
4. Marie-Paule Leboutte-Detelle

### Opvolgers
1. Luc Zabus
2. Marie-José Monnom-Perot
3. Marie-Paule Monfort-Fassotte
4. Michel Maurer

## Doornik-Aat-Moeskroen

### Effectieven
1. Jean-Pierre Detremmerie
2. Christian Brotcorne
3. Marie-Claire Picron
4. Gilbert Deleu
5. Lucette Delestrain
6. Mathilde Vandorpe
7. Franz Van Malleghem

### Opvolgers
1. Christian Brotcorne
2. Damien Yzerbyt
3. Monique Willocq
4. Annabel Deblocq
5. Brigitte Verhelle-Aubert
6. Sophie Pollet
7. Marc Lestienne

## Hoei-Borgworm

### Effectieven
1. Joseph George
2. Marie-Claire Binet
3. Renée Lardot
4. Fabrice Salembier

### Opvolgers
1. Dominique Jeanmoye
2. Thierry Bataille
3. Eric Monseu
4. Mélanie Goffin

## Luik

### Effectieven
1. Michel de Lamotte
2. Louis Smal
3. Christine Servaes
4. Antoine Nivard
5. Céline Genin
6. Fredy Carpentier
7. Claire Demoulin
8. Luc Lejeune
9. Sabah Boushaba
10. Domenico Clemente
11. Cindy Russo
12. Vanessa Noville
13. Jean-Pierre Grafé

### Opvolgers
1. Vinciane Pirmolin
2. Géraldine Senterre
3. Alain Defays
4. Angélique Dewilde
5. Frédéric Crunemberg
6. Sandra Bastin
7. Jean-Marie Keris
8. Pascale Gerouville
9. Jean-Denys Boussart
10. Delphine Jordant
11. Jean-Pierre Roland
12. Marie-Hélène Laffineur-Crépin
13. Etienne Florkin

## Namen

### Effectieven
1. Jacques Etienne
2. Daniel de Laveleye
3. Françoise Sarto-Piette
4. Laurence Taton
5. Pierre Tasiaux
6. Françoise Nahon-Delforge

### Opvolgers
1. Jean-Claude Nihoul
2. Benoît Dispa
3. Mireille Tonglet-Kallen
4. Stéphanie Scailquin
5. Monique Noirhomme-Fraiture
6. Maxime Prévot

## Neufchâteau-Virton

### Effectieven
1. Josy Arens
2. Vinciane Migeaux-Gigi

### Opvolgers
1. Thérèse Mahy
2. Dimitri Fourny
3. Isabelle Poncelet
4. Michel Thiry

## Nijvel

### Effectieven
1. André Antoine
2. Etienne Laurent
3. Brigitte Wiaux
4. Olivier Vanham
5. Thérèse De Baets-Ferrière
6. Marie-Jo Haine-Doumont
7. Monique Misenga Banyingela
8. Vincent Girboux

### Opvolgers
1. Benoît Langendries
2. Philippe Matthis
3. Jessie Feys
4. Emilie Van Gucht
5. Marie-Céline Chenoy
6. Mélanie Jespers
7. Benoit Thoreau
8. Yves Somville

## Thuin

### Effectieven
1. David Lavaux
2. Delphine Deneufbourg
3. Eric Thiry

### Opvolgers
1. Jean-Marc Poullain
2. Aurore Tourneur
3. Christophe Pepin
4. Josette Henry-Rimbaut

## Verviers

### Effectieven
1. René Thissen
2. Herbert Grommes
3. Claudine Belboom-Charlier
4. Marie Trufin
5. Patricia Creutz-Vilvoye
6. José Spits

### Opvolgers
1. Marc Elsen
2. Alfred Lecerf
3. Fabienne Detremmerie-Christiane
4. Elisabeth Crespin-Nyssens
5. Isabelle Stommen
6. Melchior Wathelet

## Zinnik

### Effectieven
1. Jean-Paul Procureur
2. Giuseppe Maggiordomo
3. Caroline Charpentier
4. Béatrice Godefroid-Bulteau

### Opvolgers
1. Anne-Catherine Roobaert
2. Jean-Ives Van Waeyenberg
3. Fabienne Bouchat
4. Oger Brassart